# Zarudawie
Zarudawie (biał. Зарудаўе; ros. Зарудавье) – agromiasteczko na Białorusi, w obwodzie grodzieńskim, w rejonie mostowskim, w sielsowiecie Piaski.
Za Rzeczypospolitej Obojga Narodów należało do ekonomii grodzieńskiej. W dwudziestoleciu międzywojennym leżało w Polsce, w województwie białostockim, w powiecie wołkowyskim, w gminie Piaski.